# Now I’m Here
Now I’m Here ist ein Lied der britischen Rockband Queen. Das sechste Lied auf ihrem dritten Album, Sheer Heart Attack (1974), wurde vom Queen-Gitarristen Brian May geschrieben. Das Lied ist bekannt für seine harten Riff- und Gesangsharmonien. In britischen Charts erreichte der Song Platz elf, nachdem er 1975 als Single veröffentlicht wurde. In Deutschland kam er auf Platz 25. Das Lied war ein Live-Favorit und wurde von Ende 1974 bis 1986 bei praktisch jedem Konzert aufgeführt.

## Hintergrund
Der Song knüpft an die guten Erfahrungen von May mit der US-Tour der Band von 1974 an. Auf Mott the Hoople, die als Vorgruppe von Queen spielten, wird in der Zeile verwiesen: „Down in the city, just Hoople and me“.
Es erschien auch auf dem 1981er Kompilationsalbum Greatest Hits und dem 1997er Kompilationsalbum Queen Rocks. Im März 2005 platzierte das Q-Magazin Now I’m Here auf Platz 33 seiner Liste der 100 größten Gitarrentitel.
Freddie Mercury sagte zu dem Song:

„Das war toll. Das war eine Brian-May-Sache. Wir haben es nach Killer Queen veröffentlicht. Und es ist ein totaler Kontrast, ein absolut totaler Kontrast. Wir wollten nur zeigen, dass wir immer noch Rock’n’Roll machen können - wir haben unsere Rock’n’Roll-Wurzeln nicht vergessen. Es ist schön, es auf der Bühne zu bringen. Ich habe es gerne live gespielt.“

## Live-Aufführungen
Now I’m Here war ein fester Bestandteil der Setlisten von Queen, die von 1974 bis zur letzten Tour der Band im Jahr 1986 auf jeder Konzerttournee gespielt wurden. Der Song wurde am 30. Oktober 1974 auf der Sheer-Heart-Attack-Tour in Manchester uraufgeführt. Die Uraufführung markiert die erste Show, in der Queen Freddie Mercurys Stimme mit Delay versehen hat.
Auf der Sheer Heart Attack Tour war Mercury zu sehen, wie er auf einer Seite der Bühne inmitten von Dunkelheit und Trockeneis die Zeile „Now I’m here“ sang, und ein paar Takte später bei „Now I’m there“ erschien er vermeintlich auf der anderen Seite der Bühne, eine Illusion, die von einem identisch gekleideten Bühnenarbeiter erzeugt wird.
Nach Mercurys Tod im Jahr 1991 spielte May das Lied weiterhin als Solokünstler. Beim Freddie Mercury Tribute Concert im Jahr 1992 trat Brian May mit Def Leppard mit dem Song auf, der später zu einer B-Seite von Def Leppards Single Tonight wurde. Er war auch auf der Deluxe-Edition von Def Leppards Album Adrenalize, und er wurde als Eröffnungssong auf den amerikanischen, asiatischen und australischen Abschnitten der Queen + Adam Lambert Tour 2014–2015 verwendet.